# Abreise König Wilhelms I. zur Armee am 31. Juli 1870
Die Abreise König Wilhelms I. zur Armee am 31. Juli 1870 (anfänglich Linden Berlins am Nachmittag des 31. Juli 1870) ist ein Gemälde von Adolph Menzel aus dem Jahr 1871. Es stellt einen Teil des Boulevards Unter den Linden in Berlin dar. Auf der Promenade begrüßt eine Menschenmenge den in einer Kutsche vorbeifahrenden preußischen König Wilhelm I. anlässlich des beginnenden Deutsch-Französischen Krieges. Menzel hatte im Sommer 1870 persönlich die Abreise des Königs beobachtet. Der Berliner Bankier Magnus Herrmann beauftragte ihn daher mit einem Gemälde, das eben jenen historisch gewordenen Moment zeigen sollte. Das Bild thematisiert – zu Menzels Lebzeiten ungewöhnlich – ein beim Entstehungszeitpunkt erst wenige Monate zurückliegendes historisches Ereignis. Vor diesem Hintergrund fielen die zeitgenössischen Bewertungen des Bildes zwiespältig aus. Während einige Kritiker lobten, dass es sich von traditionellen Historienbildern abhebe, warfen andere dem Bild eine unpatriotische Haltung und zu starke Betonung des Gewöhnlichen vor.
Die Forschung setzt sich insbesondere mit der nur randständigen Darstellung des Königs und der Dominanz des städtischen Bürgertums auseinander. Beide Elemente geben Anlass zu Diskussionen um eine mögliche Ironisierung und Infragestellung von sozialen Hierarchien und Militarismus. Kunsthistoriker und Historiker attestieren dem Bild teils aber auch eine Monarchie und Krieg legitimierende Intention. Umstritten ist auch, ob das Bild der Historien-, Genre- oder Vedutenmalerei zugerechnet werden kann. Inwieweit es das Geschehen realistisch wiedergibt oder aus künstlerisch-ästhetischen Gründen eine nachträgliche Konstruktion ist, wird diskutiert. Das dem Realismus zugeordnete Gemälde wurde 1881 von der Nationalgalerie in Berlin erworben. Es wird in dem Gebäude der Alten Nationalgalerie ausgestellt.

## Bildbeschreibung
Das Gemälde hat die Maße 65 × 78 Zentimeter. Es ist in Öl auf Leinwand ausgeführt und trägt in der rechten unteren Ecke die Signatur Ad. Menzel Berlin 1871. Das Bild zeigt eine im Mittelgrund dicht zusammenstehende Menschenmenge auf dem Berliner Boulevard Unter den Linden. Im Vordergrund stehen die Passanten teilweise weniger eng gedrängt zusammen. Sie lassen Lücken im Raum frei, sodass der Gehweg noch zu erkennen ist. Ein Teil der dargestellten Menschen jubelt dem preußischen König Wilhelm I. zu, der neben seiner Frau Augusta in einer offenen Kalesche sitzt und Richtung Brandenburger Tor fährt, um den Berlin Potsdamer Bahnhof zu erreichen. Wilhelm reiste als Oberbefehlshaber zu den Armeen des Norddeutschen Bundes und der süddeutschen Staaten auf den kommenden Kriegsschauplatz. Den linken Hintergrund nehmen die Reihen der Linden und Straßenlaternen ein. Im rechten Drittel rahmt eine perspektivisch stark verkürzte Häuserfront das Geschehen insgesamt ein.

### Die Menschenmenge

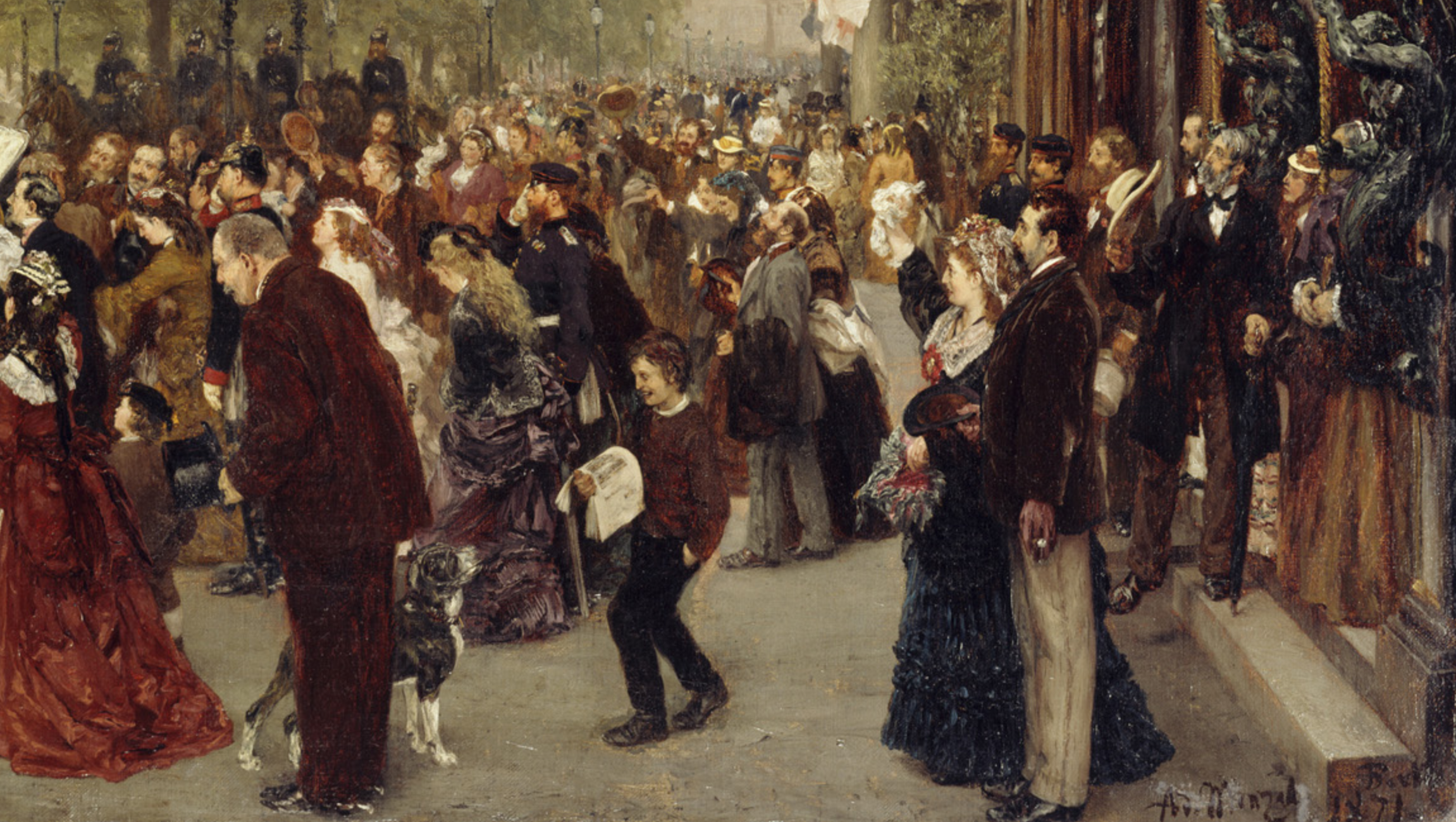
Detailausschnitt: Die Menschenmenge auf der rechten Seite

Die Kleidung der Figuren in der Menschenmenge weist diese als Angehörige des Bürgertums aus. Die Männer tragen Gehrock oder Anzüge. Diese sind meist dunkel gehalten, teilweise kombiniert mit heller Hose. Als Kopfbedeckung der Herren sind Zylinderhüte, Schirmmützen oder helle Sommerhüte auszumachen. Vereinzelt sind Querbinder und andere Krawatten zu sehen. Teilweise tragen die Männer Uniform. Unweit der Bildmitte ist eine Pickelhaube zu erkennen. Die Damenkleider entsprechen der Mode um 1870. Eine von hinten gezeigte Frau links von der Bildmitte trägt ein rotes Kleid. Ihr nachschleppender Rock reicht weit über den Boden. Der mit einem Tournürepolster aufgebauschte Gesäßbereich wird zudem durch eine große Schleife betont. Über ihre Schulter ragt ein breiter Spitzenbesatz. Sie trägt einen kleinen, schwarz-weiß gestreiften Tellerhut mit Blumendekoration. Links von einem Zeitungsjungen erscheint eine Frau im violetten Kleid mit farblich passender Schoßjacke. Auch ihr Kleid betont die Gesäßpartie. Bei der Frau im blauen Kleid, die neben ihrem männlichen Begleiter rechts am Fuße der Treppe steht, wird das Dekolleté mit breitem Spitzenbesatz gerahmt, das vorn mit einer Blüte verziert ist. Als Accessoire trägt sie einen zusammengefalteten Sonnenschirm. Ihr Kopfputz kombiniert Spitzenbänder mit Blumengarnituren.
Während die vorderen Figuren der Menschenmenge detailliert wiedergegeben sind, werden die hinteren in den Worten der Kunsthistorikerin Susanne Drexler „zu einer farbigen Mischung aus Hüten, Gewändern und verschwommenen Gesichtern“. Im Vordergrund sind die Personen in einer Ganzkörperansicht zu sehen. Die Körper der schaulustigen Figuren sind überwiegend zum Monarchen hin ausgerichtet. Der Kunsthistoriker Hubertus Kohle meint jedoch, dass sie nicht besonders patriotisch erregt wirken: Viele Personen würden dem König keine Beachtung schenken. Die Kinder im Vordergrund seien abgelenkt. Ein älterer Mann blicke „nach etwas unten vor ihm Gelegenen“. Nach Ansicht von Martina Padberg gelingt es in dem Gedränge einigen Schaulustigen nicht, den König zu erspähen. Der Kunsthistoriker Werner Busch meint, dass viele Figuren gerade im Gespräch seien und sich „Gedanken darüber [machen], was wohl aus diesem Abschied wird.“ Rechts oben winken einige Figuren von Balkonen aus dem König zu. Andere scheinen rechts vorne gerade erst aus einem Restaurant getreten zu sein und beobachten die königliche Abreise von den Eingangsstufen aus. Leicht rechts vom Bildzentrum legt im Mittelgrund ein uniformierter Mann die rechte Hand salutierend an seine Kopfbedeckung.
Auf der linken Bildseite steht eine Figur mit weißem Hut abgewendet von der königlichen Kutsche und hält in der rechten Hand ein Stück Papier. Drexler meint, dass sie gerade beim Zeichnen sei und ein größerer neben ihr stehender Mann die Skizze begutachte. Dem Historiker Frank Becker zufolge nehmen die beiden Figuren dagegen „gemeinsam ein Schriftstück“ in Augenschein. Möglicherweise handelt es sich um eine Zeitung. Busch hält den kleineren Mann sowie links eine Frau für ein zusammengehörendes „Touristenpaar“, das sich nach dem Weg erkundigt. Die größere männliche Figur sei demnach ein Dienstmann.
Auffällig ist ein älterer Mann mit rötlichem Anzug in der Bildmitte. Er verbeugt sich vor der vorbeifahrenden Kutsche. Seinen Zylinder hat er abgenommen und hält ihn in der linken Hand. Hinter ihm steht ein schwarz-weißer Hund, der einen Zeitungsjungen anvisiert. Dieser geht mit der linken Hand in der Hosentasche auf den Hund zu. Auf dem rechten Arm hält er einen Stapel Zeitungen. Die Figur ist relativ isoliert von der Menschenmasse. Sie und der Hund ziehen links die Aufmerksamkeit eines Mädchens mit Zöpfen auf sich. Es scheint sich zu den beiden hinzuwenden.

### Die städtische Architektur

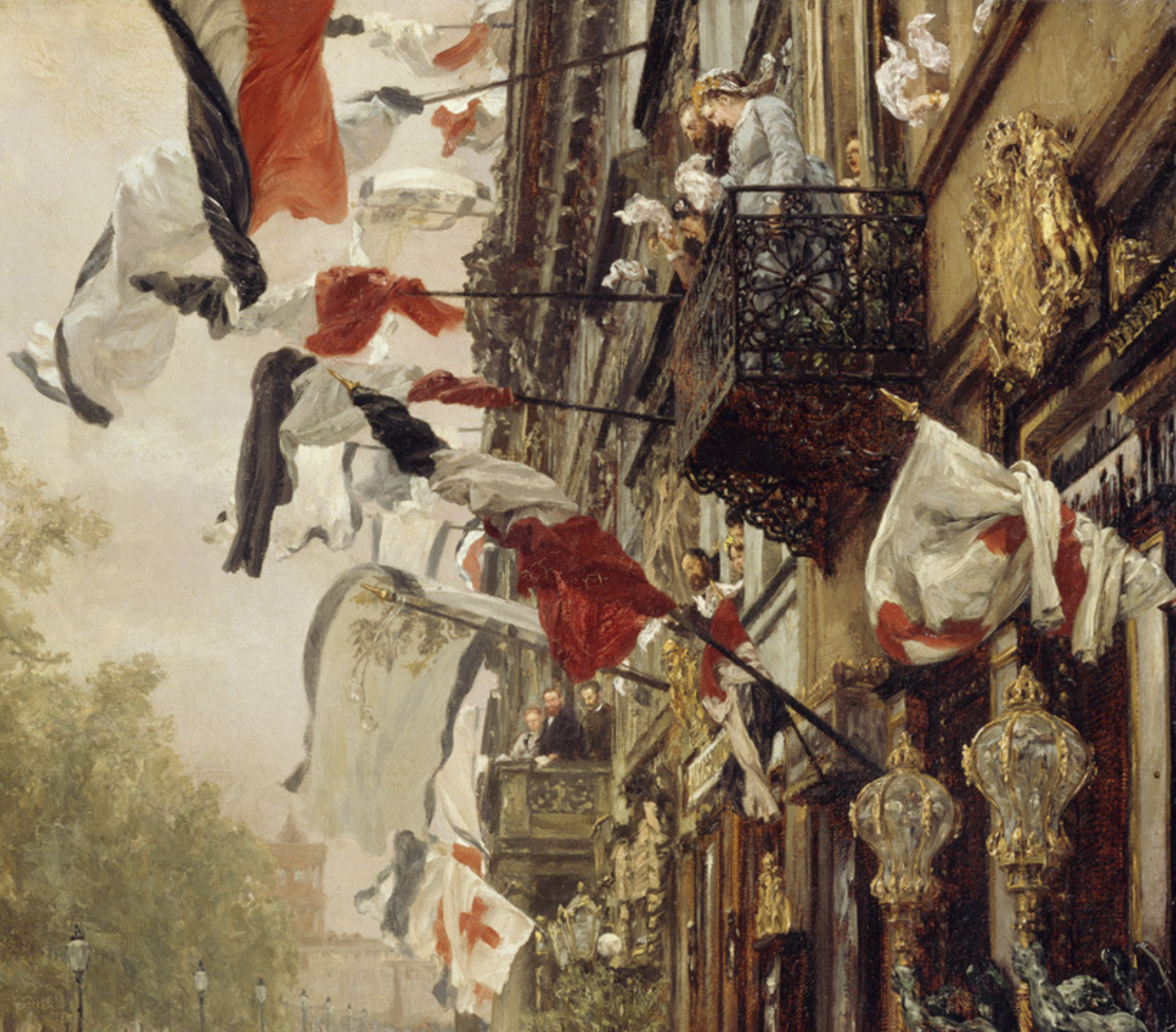
Detailausschnitt: Die fahnengeschmückte Häuserfront mit Balkonen

Das Gemälde zeigt einen Ausschnitt des Berliner Boulevards Unter den Linden. Von den vielen Repräsentationsgebäuden der Straße ist jedoch nur der Turm des gerade fertig gestellten Roten Rathauses im Hintergrund identifizierbar. Die rechte Häuserfront bildet bürgerliche Häuser ab, darunter wahrscheinlich auch ein Restaurant. Laut dem Kunsthistoriker Carl-Wolfgang Schümann handelt es sich um Cafés und Geschäfte. Links sind die der Straße ihren Namen gebenden Linden in einem fahlgrünen Farbton gehalten. Der Himmel ist trüb bewölkt.
Die Schwarz-Weiß-Roten Flaggen des Norddeutschen Bundes sind teils stark vom Wind um die Fahnenstangen geschlungen und verdreht. Zu sehen sind auch die schwarz-weißen Flaggen Preußens, einmal samt Adler. Gehisst sind auch Flaggen des Roten Kreuzes, die sich fast im perspektivischen Fluchtpunkt des Gemäldes befinden.

### Das Königspaar

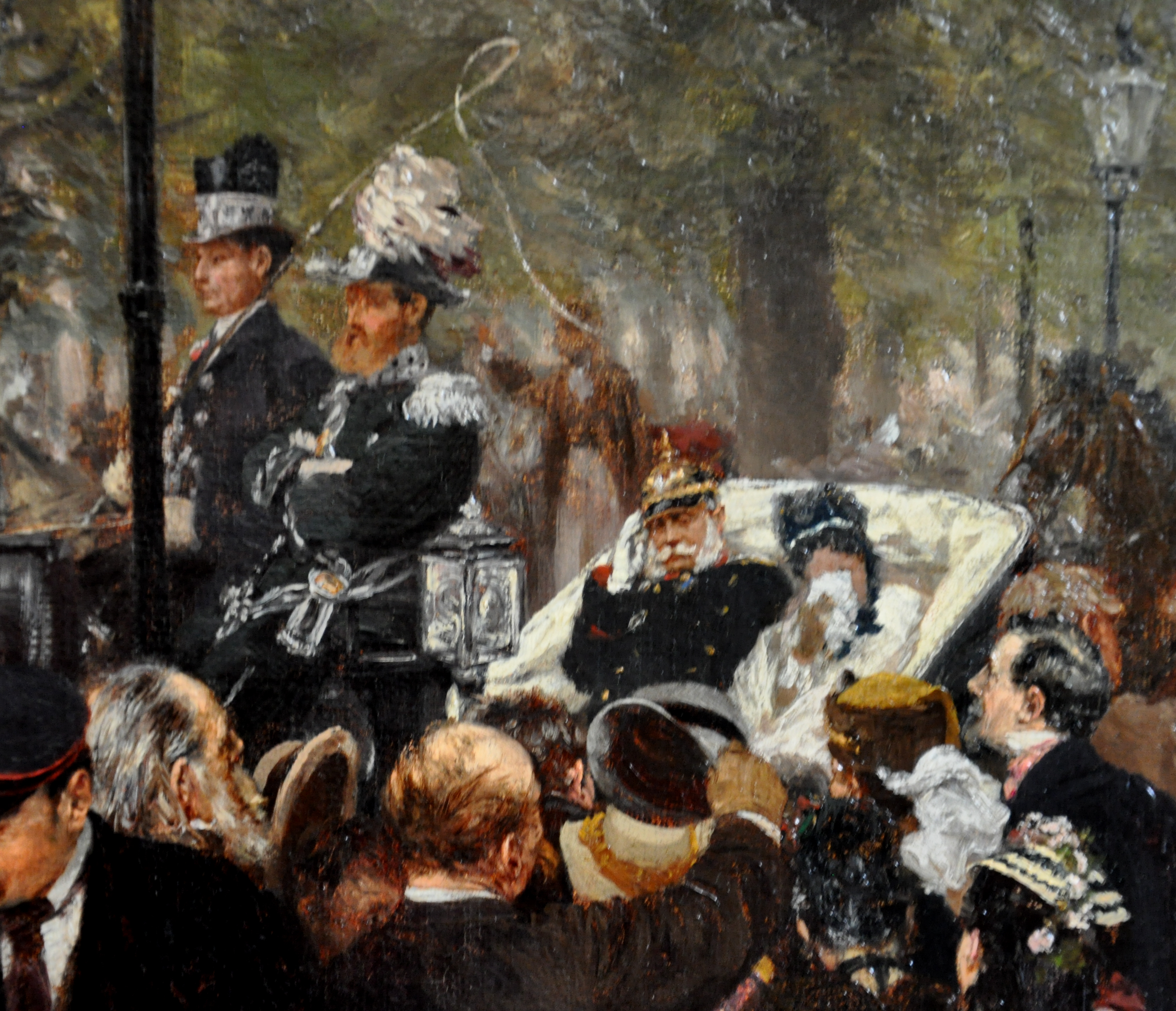
Detailausschnitt: Das Königspaar

Inmitten der Menschenmenge befindet sich die schneeweiß ausgeschlagene Kutsche des Monarchen. Der König in Uniform mit Pickelhaube erwidert den militärischen Gruß der Soldaten im Publikum; in Wahrheit trug er eine einfache „Reisemütze“. Seine Frau Augusta hält sich ein Taschentuch vor das Gesicht. Die Geste deutet an, dass sie mit den Tränen kämpft. Vier berittene Schutzleute folgen der königlichen Kutsche im Mittelgrund des Bildes. Auf dem Kutschbock sitzen ein Kutscher und ein Adjutant. Der Kutscher hält das Geschirr in der linken und eine Peitsche in der rechten Hand. Die Pferde des Gespanns selbst werden ausgespart.

## Hintergrund, Entstehung und Provenienz

### Der Maler und das historische Ereignis
Der Maler des Bildes war Adolph Menzel. Obwohl er zum Zeitpunkt der Entstehung des Gemäldes der Königlichen Akademie angehörte und ihn Wilhelm I. 1861 mit einem Krönungsbild beauftragt hatte, wurde er kein Hofmaler. Während Maler wie Anton von Werner in dieser Zeit zahlreiche offizielle Staatsporträts anfertigten und die deutschen Einigungskriege feierten, mied Menzel meist derartige Arbeiten. 1866 nahm er nicht an den Kämpfen des Preußisch-Österreichischen Krieges teil, reiste aber der preußischen Armee nach und hielt mit dem Bleistift und Aquarellfarben entstellte Soldatenleichen fest. Einem Vertrauten, dem Militärarzt Wilhelm Anton Puhlmann, berichtete er, „viel Graus, Jammer und Stank“ gesehen zu haben. Die während des Krieges gezeichneten Skizzen nutzte Menzel nicht als Vorlage für spätere größere Bilder. Im Juli 1870 beobachtete der damals 54-jährige Maler in Berlin Reaktionen auf den Beginn des Deutsch-Französischen Krieges. Die militärische Auseinandersetzung fand einige hundert Kilometer weiter westlich statt. Menzel selbst sah sich außerstande, die Armee nach Frankreich zu begleiten. Er teilte der Regierung mit, auf dem „Pferde nun einmal keine gute Figur“ abzugeben.
Nach Ansicht des Kunsthistorikers Helmut Börsch-Supan „konnte sich [zwar auch Menzel] der allgemeinen Begeisterung nicht entziehen“. Dennoch interessierte er sich diesmal nicht für die Arbeit an möglichen Schlachtbildern oder Darstellungen toter Soldaten. Er habe stattdessen „eine ganz persönliche Stellungnahme“ zu dem Kriegsbeginn schaffen wollen. Das spätere Gemälde zeige daher, „wie er in Berlin als Einzelner in der Volksmasse den Ausbruch des Krieges erlebte.“ Auch Paret nimmt an, dass Menzel „später aus dem Gedächtnis“ die Abreise des preußischen Königs zu seiner Armee auf Leinwand bannte.
Zu seiner Augenzeugenschaft verbreitete Menzel mehrere Anekdoten. Einer Version zufolge war er gerade auf dem Boulevard Unter den Linden unterwegs, um einen Berliner Friseur aufzusuchen. In dem Moment soll er eine zum Abschied grüßende Menge gesehen und gehört haben. Dies erst habe ihn auf die Kutsche des abreisenden Königs aufmerksam gemacht. Becker hält Menzels Erzählung für bezeichnend, da sie die „Beiläufigkeit“ der späteren Bildszene vorwegnehme. Schließlich sei gerade kein großer repräsentativer Staatsakt mit Absperrungen abgebildet. Vielmehr setze Menzel die Abreise als „unspektakuläre[n] Bestandteil des alltäglichen Lebens“ in Szene. Eine andere Version seines Erlebnisses vertraute Menzel dem Schriftsteller und Verleger Gustav Kirstein an. Demnach brach Menzel aufgrund des Ausbruches des Deutsch-Französischen Krieges seinen Urlaub in der Sächsischen Schweiz ab. Kaum in Berlin angekommen, beobachtete er mit seiner Familie vom Obergeschoss eines Restaurants aus die Abreise des Königs zu seiner Armee. Wilhelm I. von Preußen fuhr in einer Kutsche auf dem Boulevard Unter den Linden an einer ihn begrüßenden Menschenmenge vorbei. Die Kunsthistorikerin Birgit Verwiebe vermutet auf das Gemälde Bezug nehmend, dass sich Menzel zu diesem Zeitpunkt Unter den Linden nahe der Neustädtischen Kirchstraße aufgehalten haben könnte. Max Jordan, der Direktor der Berliner Nationalgalerie, vermutete den Standpunkt des Malers auf der Südseite der Linden in der Nähe der russischen Botschaft, nicht weit vom Brandenburger Tor. Doch die neubarocken Fassaden rechts passen laut Claude Keisch nicht dazu. Diese damals moderne Art überladener Architektur wurde zu dieser Zeit gerade erst östlich der Friedrichstraße gebaut. Unter den Linden herrschte zu jener Zeit ein spätklassizistischer Stil vor. Die gemalte Architektur müsse daher fiktiv sein.
Um den Wahrheitsanspruch der Szene zu steigern, porträtierte sich Menzel in dem Gemälde möglicherweise selbst. So hält Drexler einen Mann auf der linken Seite mit weißem Hut für den Künstler. Hierfür spreche eine auffallende Ähnlichkeit zu einer Fotografie aus dem Jahr 1865. Gleichzeitig würde er seinen Arbeitsprozess offenlegen, denn die Figur könnte möglicherweise gerade mit dem Zeichnen beschäftigt sein.

### Auftrag und Arbeit an dem Gemälde
Menzel fertigte das Gemälde nicht unmittelbar nach dem Ereignis an. Erst im Rückblick des aus preußischer Perspektive siegreichen Kriegsverlaufes und der Gründung des Deutschen Kaiserreiches 1871 schien das Motiv für ein Gemälde geeignet. Der Kunsthistoriker Thomas W. Gaehtgens stuft das Bild daher als „nur bedingt wirklichkeitsgetreu“ ein. Dem widerspricht der Historiker Peter Paret. Er meint, Menzel habe 1870 tatsächlich, wie im Bild dargestellt, einen Zeitungsjungen gesehen, der „für einen Augenblick seine Ausrufe unterbrochen hatte, um […] mit einem Hund zu spielen“. Anders lasse sich die Störung der „Einheit des Bildes“ nicht erklären: Die Figur sei mit ihrer Auffälligkeit und den Reaktionen in ihrem Umfeld ein zu „greller Mißton“, als das sie eine künstlerisch-ästhetische Entscheidung gewesen sein könne.
Den Auftrag zum Bild gab der Bankier Magnus Herrmann. Der Berliner Kunstsammler war ein Freund Menzels und lud ihn mehrfach in sein österreichisches Landhaus in Hofgastein ein. Herrmanns Tochter Agathe äußerte sich in einem Aufsatz 1905/1906 rückblickend wie folgt über das Motiv des Auftrages: „Erschüttert von dem Ereignis der Abfahrt des Kaisers Wilhelm zum Kriegsschauplatz 1870, dessen Augenzeuge er war, veranlaßte meinen Vater, dieses Motiv für ihn zu malen (sic).“ Als Referenz an den Auftraggeber verewigte Menzel dessen Tochter Clara Herrmann in dem Bild. Sie steht an der Seite ihres erst im Vorjahr angeheirateten Mannes, des Malers Albert Hertel, rechts oben auf dem vorderen Balkon. Der Auftraggeber selbst und seine Ehefrau sind auf dem hinteren Balkon zu sehen. Auch zu Hertel pflegte Menzel einen freundschaftlichen Kontakt. Mit dem Gemälde bekam Menzel, wie Gisold Lammel betont, Gelegenheit, seinem Interesse für „das verschiedenartige Verhalten von Menschen in der Menge“ nachzugehen. Als Einwohner Berlins sei er ständig dieser Thematik ausgesetzt gewesen. Menzel fertigte mehrere Skizzen zu diesem Bild, die sich in unterschiedlichen Museen befinden. Busch nimmt eine Inspiration durch die französische Zeitschrift L’Illustration an. Sie könnte er 1869 bei einem Parisaufenthalt erworben haben. Auf Seite 99 taucht ein Holzstich auf, der das französische Kaiserpaar inmitten einer Menschenmenge zeigt. Die Illustration weist mehrere Parallelen zu Menzels Gemälde auf. Die Kutsche des Monarchenpaares ist in die gleiche Fahrtrichtung ausgerichtet. Der französische Kaiser wird ebenfalls nicht deutlich hervorgehoben, während einige Figuren der Menschenmenge im Bildvordergrund stehen. Die Aufmerksamkeit der Passanten gilt teilweise ebenfalls nicht allein der Kutsche. Einige Bürger schwenken begrüßend Hüte. Das Gemälde wurde im Juli 1871 zum ersten Mal öffentlich bei einer Ausstellung des Berliner Künstler-Vereins präsentiert.

### Provenienz und Titel

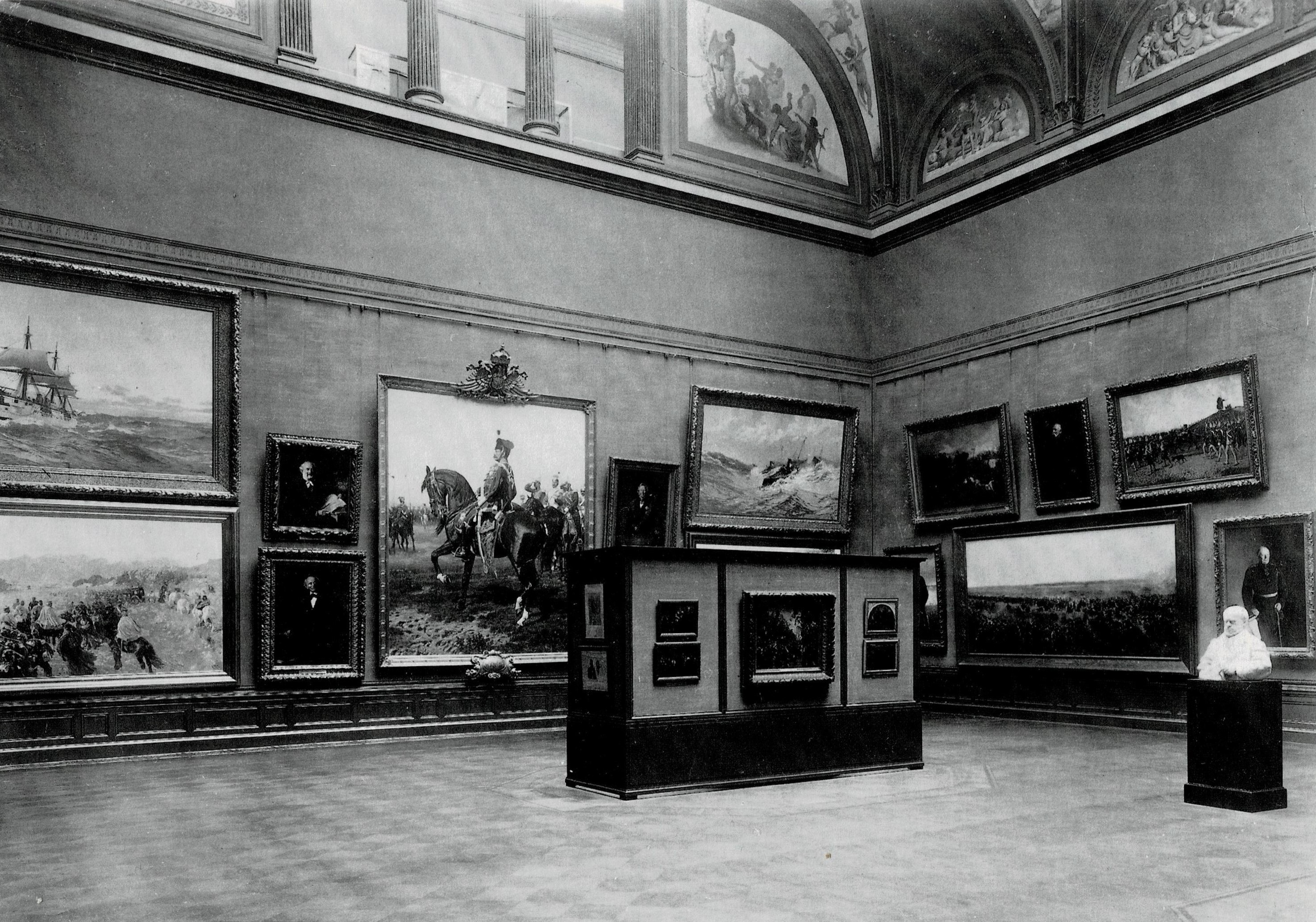
Die Abreise König Wilhelms I. zur Armee am 31. Juli 1870 hängt in der Mitte der Stellwand. Fotografie des Ersten Cornelius-Saals in der Nationalgalerie in Berlin, 1907, unbekannter Fotograf

Noch vor 1877 versuchte Magnus Herrmann wegen finanzieller Probleme aufgrund von Spekulationen das Gemälde an die Nationalgalerie in Berlin zu verkaufen, was ihm wegen des verlangten hohen Preises nicht gelang. 1881 kaufte es der Kunsthändler Hermann Pächter und vermittelte es an die Nationalgalerie. Nach Becker zeigt der Erwerb der Nationalgalerie die repräsentative Bedeutung, die dem Gemälde für die nationale Kunst beigemessen wurde.
Der Titel des Bildes lautete zunächst Linden Berlins am Nachmittag des 31. Juli 1870, später wurde dieser Titel durch den Namen Abreise König Wilhelms I. zur Armee am 31. Juli 1870 ersetzt. Kohle meint, dass die Umbenennung „den nationalen Sinn der Darstellung“ betonen sollte. Schließlich sei Wilhelm I. schon wenige Monate nach seiner Abreise im französischen Versailles zum deutschen Kaiser proklamiert worden. Kohle zufolge widersprach der Name dem eigentlichen Sujet, denn der spätere Kaiser sei in der Menschenmenge schwer „überhaupt zu entdecken“. Die ein Taschentuch an ihr Gesicht haltende Königin neben dem Monarchen zeige „keine eben würdevolle Haltung“. Vielmehr dominiere das Bürgertum Berlins die Szene. Die ursprüngliche Bezeichnung des Gemäldes habe dies, so Kohle, besser zum Ausdruck gebracht. Menzel selbst habe die Umbenennung „wohl […] nicht zu verantworten“. Der im ursprünglichen Titel beinhaltete Hinweis auf das konkrete Datum (den 31. Juli 1870) und die Tageszeit des historischen Ereignisses (den Nachmittag) ist typisch für die Malerei des Deutsch-Französischen Krieges. Beispielsweise heißt ein Gemälde Anton von Werners Moltke bei Sedan (1. September 1870; Mittag). Eine genaue Zeitangabe war ein probates Mittel der Künstler, um eine möglichst große Authentizität der historischen Szene zu verbürgen. Bei seiner ersten öffentlichen Präsentation im Juli 1871 trug das Gemälde vermutlich noch den ursprünglichen Titel. 1883 wurde das Gemälde unter dem Namen Abreise Sr. Majestät des Königs Wilhelm zur Armee am 31. Juli 1870 im Katalog der Berliner Nationalgalerie verzeichnet.
Da während des Zweiten Weltkrieges alliierte Luftangriffe die Sicherheit der Nationalgalerie gefährdeten, lagerten die Verantwortlichen als besonders bedeutend eingestufte Kunstwerke in Berliner Flaktürme aus. Ein ausgewählter Teil dieser Bestände, darunter die Abreise König Wilhelms I. zur Armee am 31. Juli 1870, wurde im Frühjahr 1945 in unterirdische Stollen im Harz oder Werragebiet untergebracht. Dort fanden sie amerikanische und britische Soldaten. Die Abreise König Wilhelms I. zur Armee am 31. Juli 1870 fiel offenbar in amerikanische Hände, denn es wird 1952 in einem Verzeichnis der Jahrtausend-Ausstellung deutscher Kunst im Landesmuseum Wiesbaden erwähnt. Die Stadt war zu diesem Zeitpunkt Sitz der amerikanischen Militärregierung für das Land Hessen. Die in dem Museum ausgestellten Werke stammten aus preußischen Museen und wurden von der Besatzungsmacht seit Kriegsende in dem Landesmuseum untergebracht. Die Alliierten übergaben die Bilder der Nationalgalerie später der Stiftung Preußischer Kulturbesitz nach West-Berlin. Die Stiftung präsentierte die Bildwerke der Nationalgalerie provisorisch zunächst in der Orangerie von Schloss Charlottenburg, denn der ehemalige Ausstellungsort – die heutige Alte Nationalgalerie – lag mittlerweile in Ost-Berlin. Mit der Fertigstellung der heutigen Neuen Nationalgalerie 1968 kam das Gemälde dorthin. Nach der Deutschen Wiedervereinigung konnte das Gemälde in die Alte Nationalgalerie zurückkehren. Es ist dort seit 2001 in einer Ausstellung zu den Bildern und Skulpturen des 19. Jahrhunderts zu sehen. Die jetzige Inventarnummer der Nationalgalerie lautet A I 323.

### Ausstellungen
Die Nationalgalerie lieh das Gemälde für Sonderausstellungen mehrfach zeitweise aus. Von Dezember 1876 bis 15. Januar 1877 sowie in den Jahren 1882 und 1896 wurde es in Wien, 1883 und 1896 in München, 1896 in Hamburg, 1952 in Wiesbaden, 1971 in Köln und 1981 in New York City gezeigt. 1876/1877 präsentierte der Österreichische Kunstverein in seinem Haus Menzels Bild. Es hing zusammen mit einem Historienbild Wilhelm Lindenschmits, Martin Luther, von seinen Eltern in die Klosterschule der grauen Brüder nach Magdeburg gebracht in einem Raum. Beide Bilder waren parallel zu einer Richard-Wagner-Ausstellung zu sehen. Die Bilder Menzels und Lindenschmidts avancierten zu der eigentlichen Publikumsattraktion, denn die bildlichen Originaldarstellungen von Wagners Operndramen waren der kunstinteressierten Öffentlichkeit Wiens bereits als Fotografien bekannt. Menzels Bild trug in der Ausstellung noch seinen ursprünglichen Titel, die Linden Berlins am Nachmittag des 31. Juli 1870. 1882 kehrte das Gemälde im Rahmen der Ersten Internationalen Kunstausstellung nach Wien zurück. Es wurde nun unter dem Namen Abreise des Königs Wilhelm aus Berlin zu den Truppen am Rhein ausgestellt. 1883 kam das Gemälde für die III. Internationale Kunstausstellung in den Münchener Glaspalast. Der Kunstschriftsteller Friedrich Pecht bezeichnete es dort als die „Perle des Berliner Saales“ und der gesamten Ausstellung. 1896 wurde das Gemälde ein weiteres Mal im Münchener Glaspalast zusammen mit anderen Werken Menzels ausgestellt.
Das Gemälde war auch mehrere Male außerhalb des deutschsprachigen Raumes zu sehen. Von Oktober 1970 bis März 1971 kam es für eine Ausstellung mit dem Namen German Painting of the 19th century nach New Haven in die Yale University Art Gallery, nach Cleveland in das Museum of Art und nach Chicago in das Art Institute. Daran anschließend wurde Menzels Bild von April bis Juni 1971 in der Kunsthalle Köln ausgestellt. Das amerikanische Präsentationskonzept wurde dort beibehalten. 1981 war das Gemälde Teil einer Sonderausstellung des Metropolitan Museum of Art in New York City. Es wurde zusammen mit anderen aus der Bundesrepublik Deutschland kommenden Gemälden und Zeichnungen des 19. Jahrhunderts präsentiert. Während einer Sonderausstellung zum Deutsch-Französischen Krieg war das Gemälde 2017 im Musée de l’Armée, einem Museum für Militärgeschichte in Paris, zu sehen.

## Einordnung
Das Bild gehört der realistischen Malerei an. Diese Kunstform versuchte die Wirklichkeit so nah wie möglich nachzustellen. Dementsprechend zeigt Menzels Gemälde auf eine fotojournalistisch anmutende Weise eine Fülle von Details und auch nebensächlichen Handlungen.

### Menzels Werk und Berliner Malerei

Weitere Gemälde Menzels mit Bezug auf seine Zeit
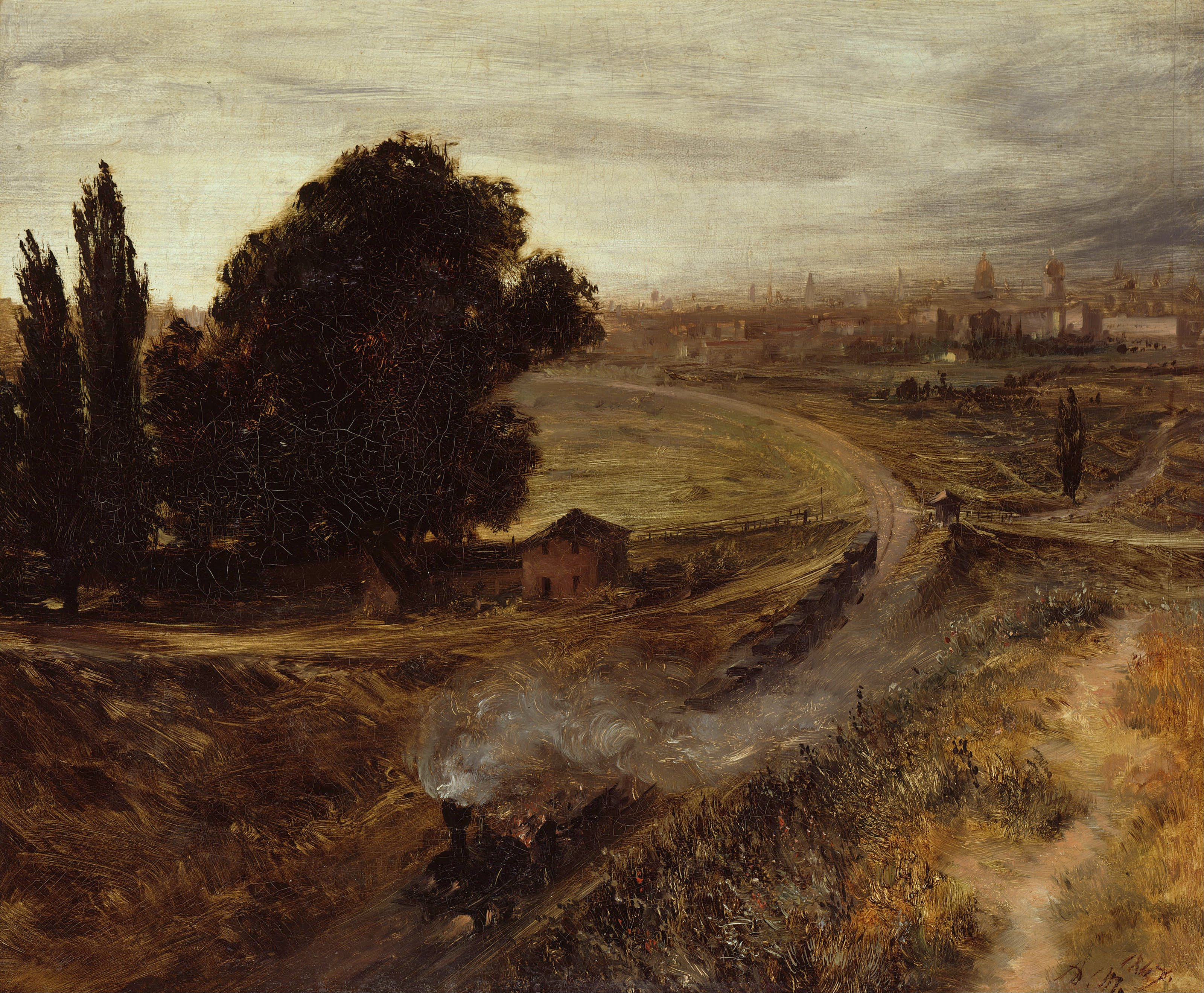
Die Berlin-Potsdamer Bahn (1847)
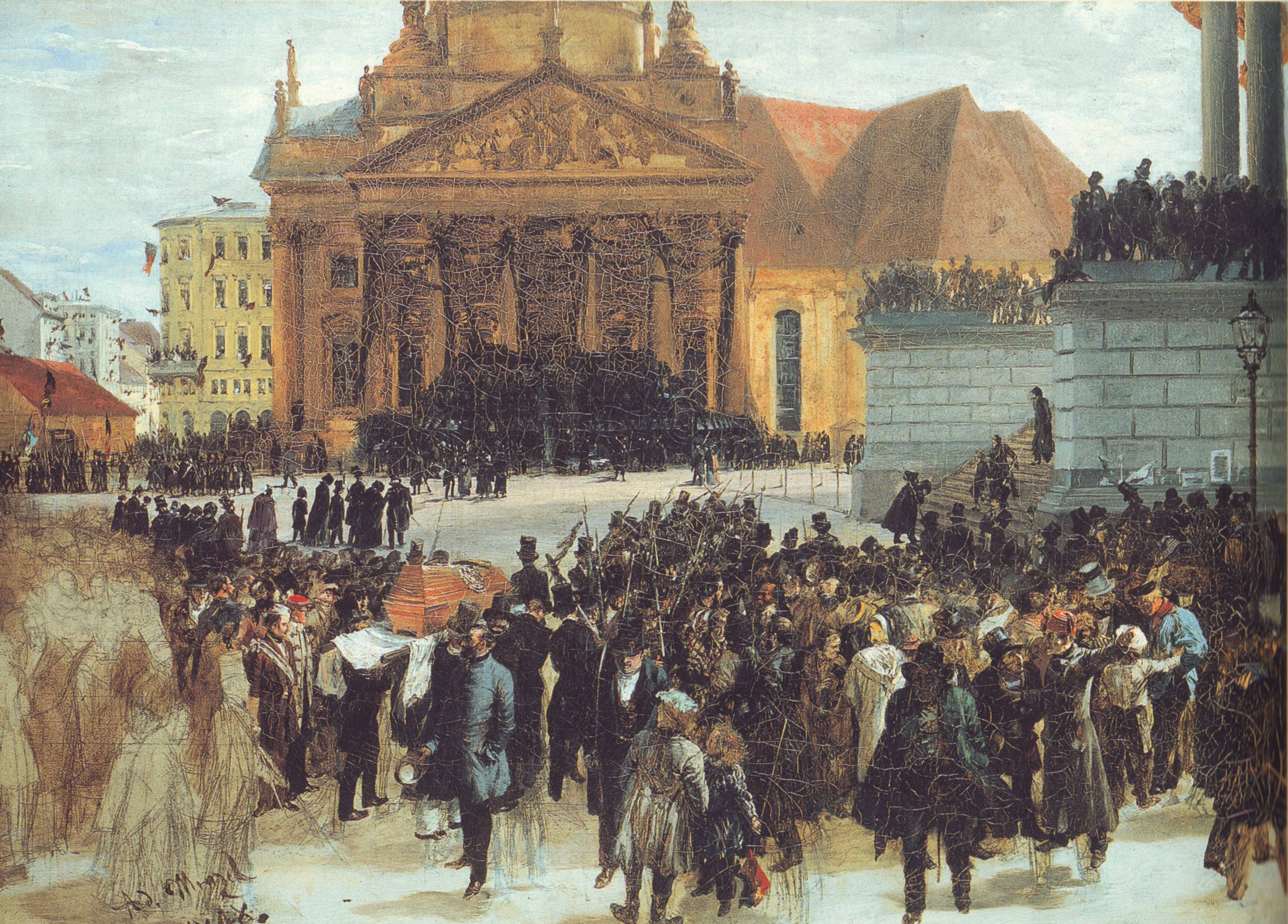
Aufbahrung der Märzgefallenen (1848)
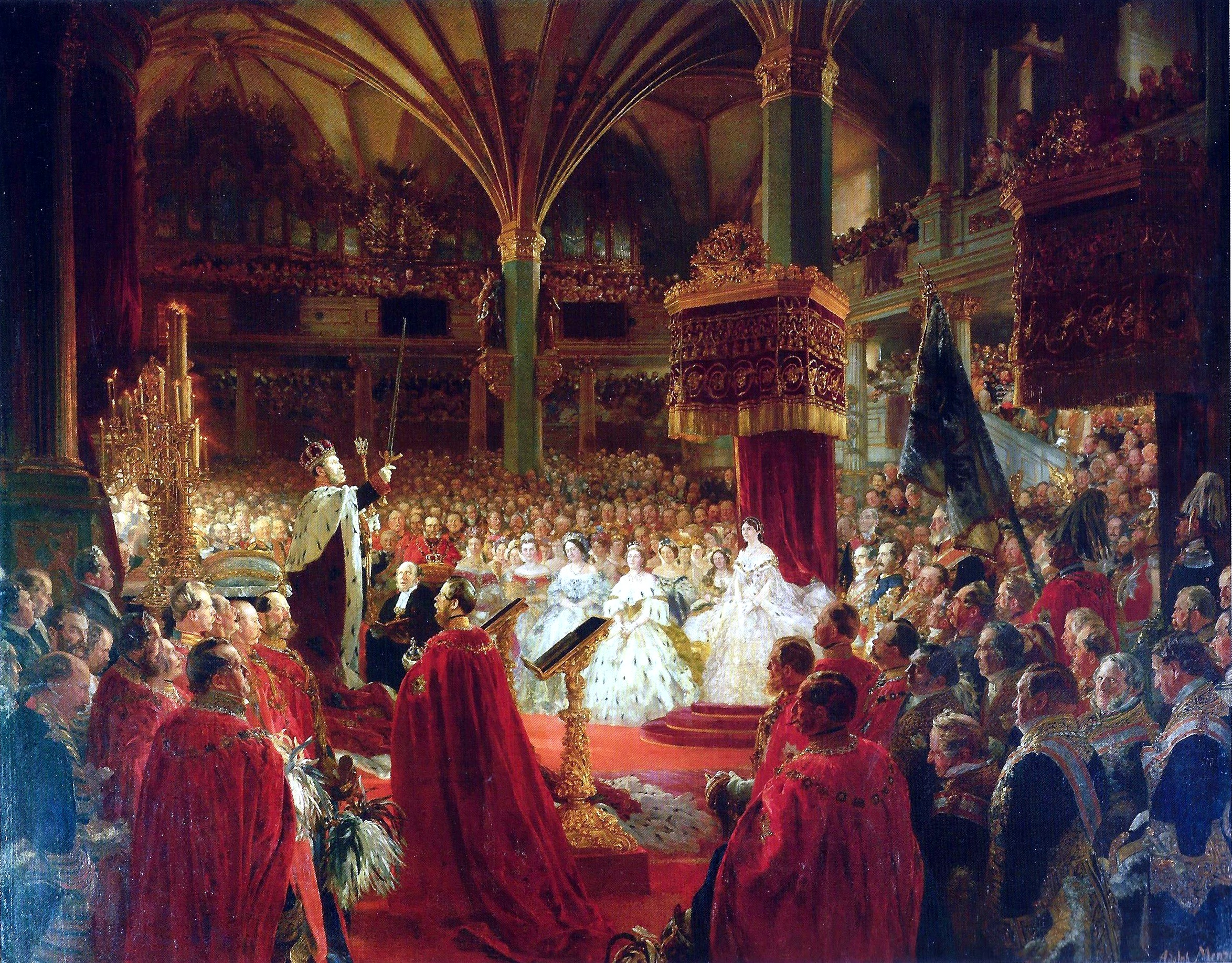
Die Krönung Wilhelms I. (1861–1865)
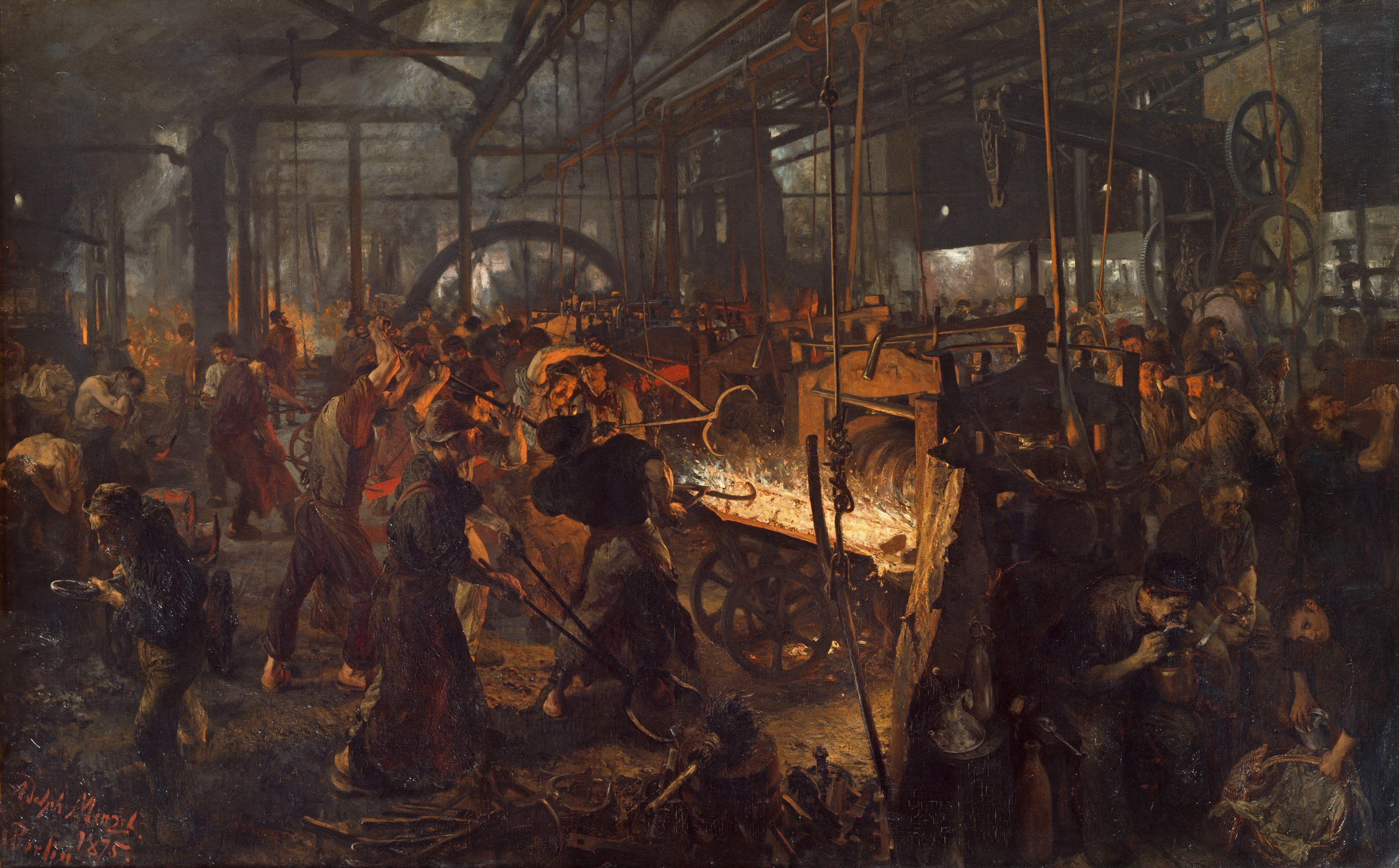
Eisenwalzwerk (1872–1875)

Die Abreise König Wilhelms I. zur Armee am 31. Juli 1870 thematisiert wie Die Berlin-Potsdamer Bahn von 1847 und das Eisenwalzwerk von 1875 ein zeitgenössisches Ereignis aus Perspektive des Künstlers. Der Aufbruch des Königs lag zum Zeitpunkt der Bildentstehung nur wenige Monate zurück und galt dennoch bereits als eine historisch bedeutsame Begebenheit. Insofern reiht sich das Gemälde in das von Menzel seit 1847 befürwortete Genre einer „Histor[ienmalerei] der Gegenwart“ ein. Dieses neuartige Sujet erprobte er insbesondere in zwei früheren Gemälden, die Aufbahrung der Märzgefallenen (1848) und die Krönung Wilhelms I. zum König in Königsberg 1861. Menzels sogenannte Historienmalerei der Gegenwart nimmt meist entweder auf moderne städtische Räume oder Gesellschaftsausschnitte Bezug. Zum Teil setzen sie sich – wie die Aufbahrung der Märzgefallenen – mit großstädtischen Menschenmengen auseinander, welche Ordnungsstrukturen und soziale Hierarchien negieren. Menzel habe nach Meinung von Keisch diese in dem Märzgefallenenbild angelegte Darstellung noch etwa 50 Jahre lang weiterentwickelt. So gehe der preußische Monarch in dem Gemälde Abreise König Wilhelms I. zur Armee am 31. Juli 1870 in der Menschenmenge unter und trete nicht als Hauptfigur in Erscheinung.

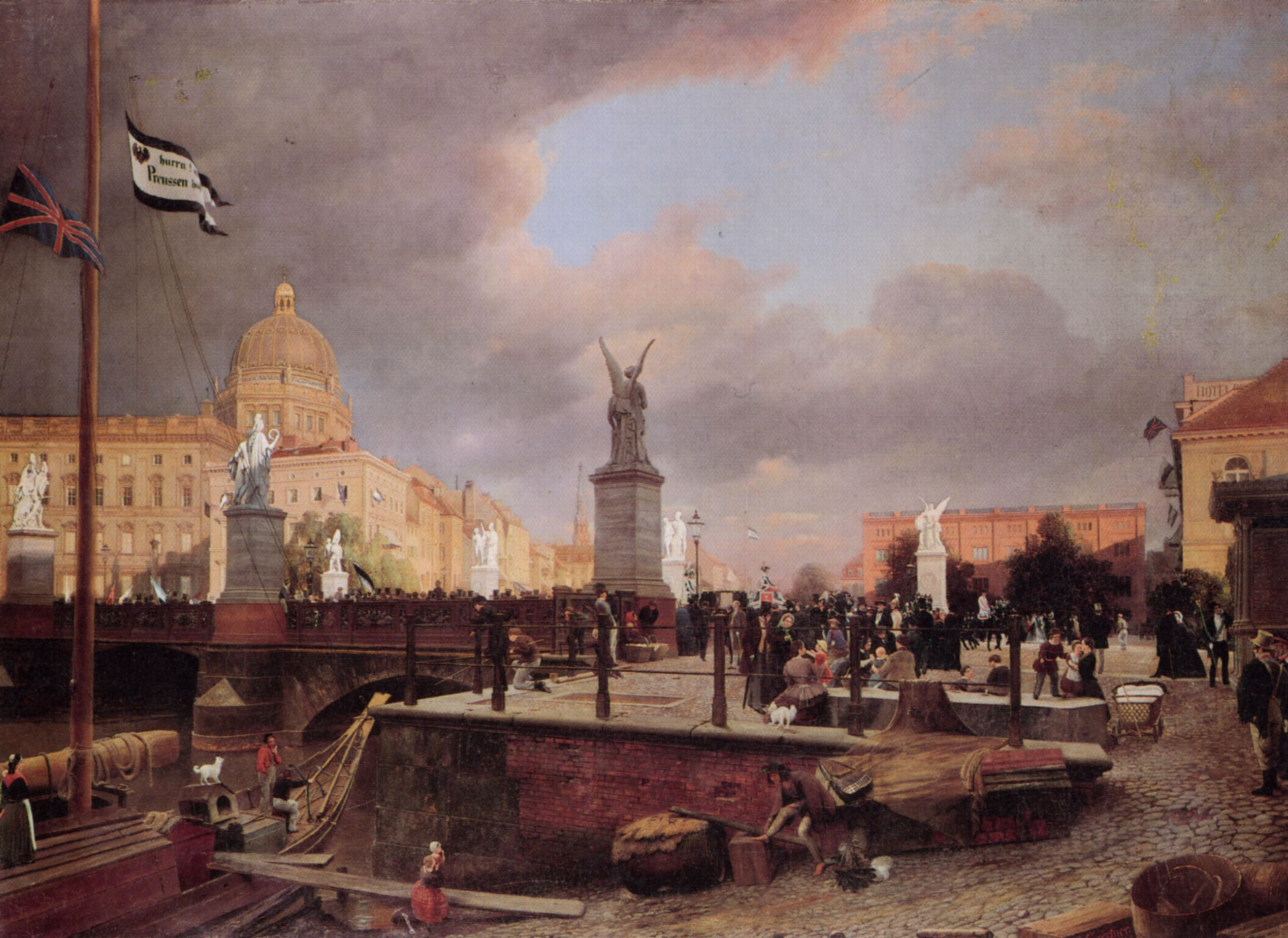
Die Schlossbrücke von Eduard Gaertner (1861)

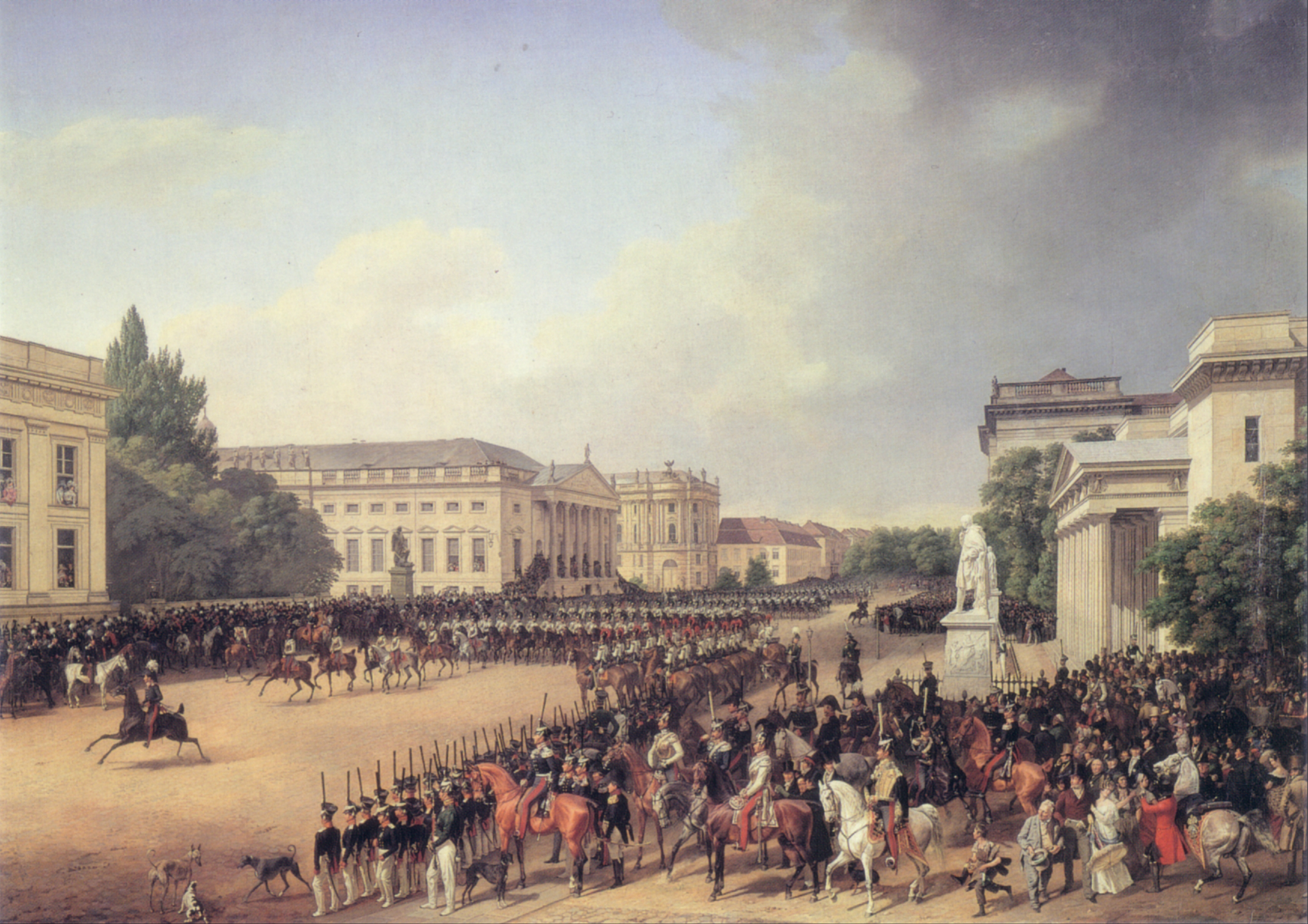
Parade auf dem Opernplatz in Berlin von Franz Krüger (1824–1830), auf der rechten Seite im Vordergrund ist der Schusterjunge zu erkennen

Börsch-Supan stuft Eduard Gaertners Die Schlossbrücke von 1861 als Vorbote von Menzels Bild ein. Es stellt wahrscheinlich die Abreise von Königin Victoria und Prinz Albert aus Berlin dar. Die königlichen Akteure treten gegenüber der Schlossbrücke so sehr in den Hintergrund, dass das eigentliche Ereignis kaum noch identifizierbar ist. Lammel erkennt Parallelen zu Franz Krügers Gemälde Parade am Opernplatz. In diesem zwischen 1824 und 1830 entstandenen Bild scheint der Blick des Künstlers der Menschenmenge ebenfalls räumlich näher zu sein als dem König. Hunde, Kinder und Berliner Zivilisten dominieren das Bild. Laut Verwiebe spielt ein Schusterjunge – in einer anderen Version des Gemäldes ein Page – eine ähnlich ablenkende Rolle wie der Zeitungsverkäufer in Menzels Bild.
Lammel zufolge ähnele das Abreisebild in vielerlei Hinsicht Menzels Krönungsbild. In beiden Gemälden ist der König nicht genau im Zentrum positioniert und die Ereignisse lösen viele unterschiedliche Reaktionen in der Menschenmasse aus. Die Abreise König Wilhelms I. zur Armee am 31. Juli 1870 gilt als Menzels letztes Historienbild. Zum Zeitpunkt seiner Entstehung fertigte er ansonsten nur noch private Zeichnungen zu historischen Ereignissen seiner Zeit an. Dieses Feld wurde zunehmend durch Anton von Werner besetzt. Dieser stieg zu einem einflussreichen Kunstpolitiker im Deutschen Kaiserreich auf, schätzte Menzel jedoch aufgrund seiner Darstellungen Friedrichs des Großen.

### Gattungszuordnung und Großstadtbezug

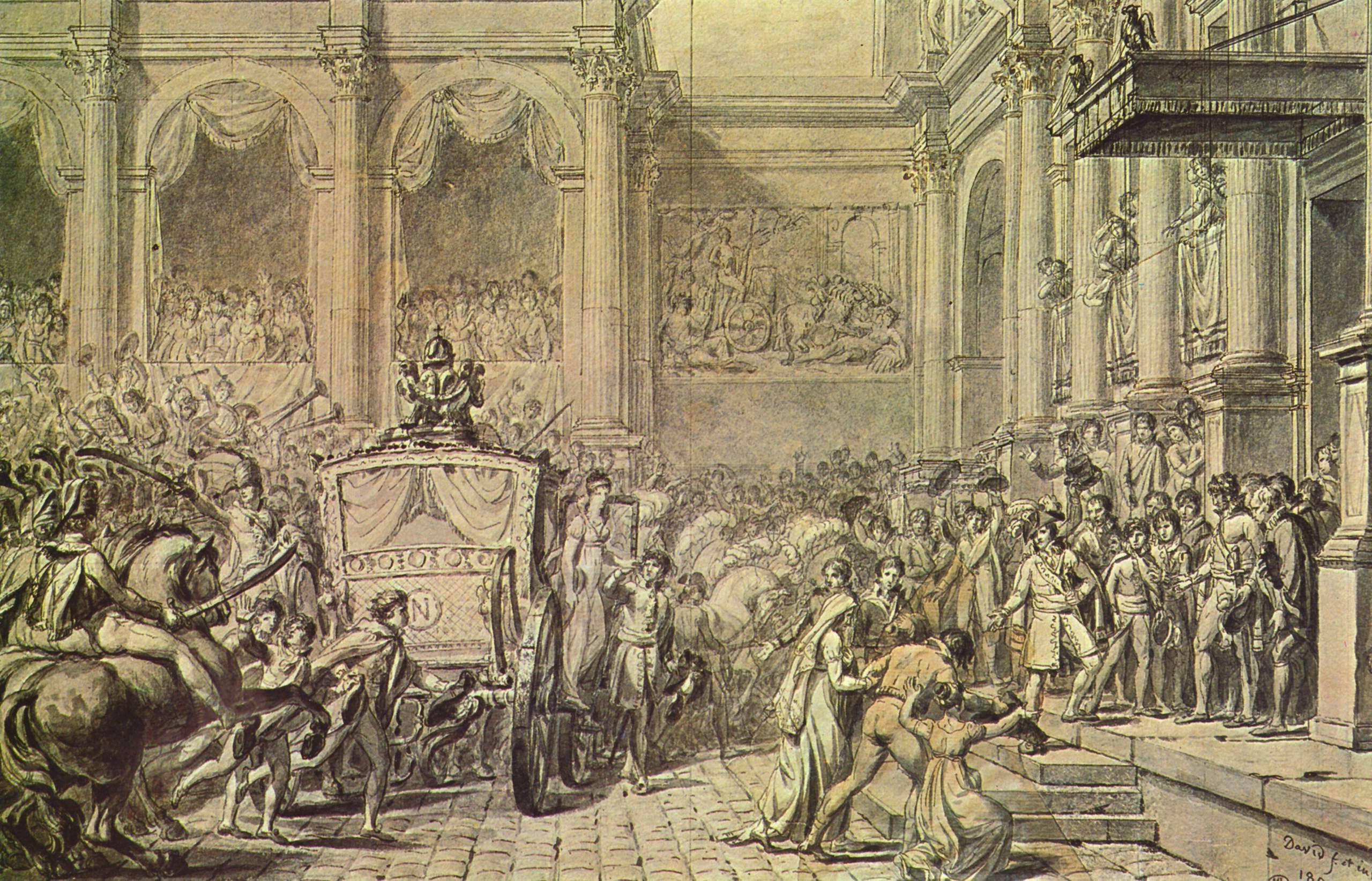
Arrivée de Napoléon Ier à l’Hôtel de Ville (Ankunft Napoleons vor dem Pariser Rathaus) von Jacques-Louis David (1805), Louvre, Paris

Die Abreise König Wilhelms I. zur Armee am 31. Juli 1870 lässt sich bereits nicht mehr einer einzigen Gattung der bildenden Kunst zuordnen. Es verwischt Elemente der Veduten-, Genre- und Ereignismalerei miteinander. Ein Ereignisbild ist es insoweit, da es über den Titel und die Darstellung des Königspaares auf ein geschichtliches Ereignis aufmerksam macht. Die Haupthandlung – der königliche Auszug – ist allerdings an der linken Seite des Bildes platziert. Daher stehen stärker – der Genremalerei entsprechend – einzelne alltägliche Szenen im Vordergrund: Im Wind wehende Fahnen, in eigenständige Handlungen eingebundene Menschen auf der Straße und am linken Rand stehende Bäume lenken den Blick vom Königspaar zunächst weg. Die detaillierte Ansicht der großstädtischen Straße und Einwohner, insbesondere des Berliner Bürgertums, lässt das Bild teils als Vedute erscheinen. Laut Padberg stelle das von Menzel eingesetzte Verunklaren eindeutiger Gattungen Weichen für die deutsche Stadtmalerei um 1900. Die genrehafte Überlagerung bringt Becker in Zusammenhang mit einer zeittypischen Anpassung an den damaligen „Publikumsgeschmack“. Insbesondere das Bürgertum habe mithilfe des Genres seine eigene „Bildwelt und Kultur“ in die Darstellung des Krieges einfließen lassen. Seinen sichtbaren Niederschlag fand dies bei Menzels Gemälde, so Becker, in dem „spielerischen Dialog“ zwischen dem Hund und dem kindlichen Zeitungsausträger. Schümann ordnet das Gemälde den Boulvardbildern zu. Es handle sich um keine Vedute mehr, da die Passanten und nicht mehr die städtische Architektur im Vordergrund stünden. Ein Trend hin zum Boulvardbild sei bereits im späten 18. Jahrhunderts feststellbar. Diese Gattung habe im 19. Jahrhundert – wie in Menzels Abreisebild – zunehmend Volksleben und Staatsakt miteinander verschränkt. So seien Jacques-Louis Davids Ankunft Napoleons vor dem Pariser Rathaus von 1805 und Franz Krügers Paradebilder als Vorläufer anzusehen. Der Kunstwissenschaftler Bernhard Maaz hält das Gemälde für ein nicht „herkömmliches Historienbild“, da es keine dramatische Wirkung erzeuge. Vielmehr nutze das Bild novellistische Mittel, das heißt, es arbeite mit Verweisen auf das „Lebendige, das Heitere und das Zufällige“. Im Gegensatz dazu stelle klassische Historienmalerei Szenen des Kampfes und Sieges dar.

La rue Mosnier aux drapeaux von Édouard Manet, 1878

Padberg zufolge unterscheidet sich die Abreise König Wilhelms I. zur Armee am 31. Juli 1870 deutlich von den Straßenbildern der französischen Impressionisten. Die Großstadt erscheine bei Menzels Bild „als bürgerliche[r] Treffpunkt und funktionierendes gesellschaftliches Bezugssystem“. Demgegenüber würden die französischen Gegenstücke tendenziell eher einen großstädtischen „Verlust von Individualität und sozialer Einbindung“ beklagen. Busch sieht dagegen in Menzels Bild einige Elemente des Impressionismus verwirklicht. So habe Édouard Manet sieben Jahre nach Menzel ein ähnliches Straßenbild mit dem Titel La rue Mosnier aux drapeaux geschaffen. Die perspektivisch verkürzte Sicht der Straße und die „unruhig“ wirkenden Fahnen und Farben seien mit dem Abreisebild vergleichbar.
Laut dem Kunsthistoriker Claude Keisch ergreife in Menzels Bild „das städtische Bürgertum mit seinen Bauten wie mit seinen Menschen ganz von dem Bild Besitz“. In dem Sinne bemerkt er, dass das Berliner Schloss als Sitz der Monarchie nur noch schemenhaft zu erkennen ist. Das deutlicher erkennbare Rote Rothaus überragt das Schloss, was bezeichnend sei, da eigentlich das Schloss dem Betrachter räumlich näher liegt als das Rathaus. Der Historiker Peter Paret stuft das Ratsgebäude in Menzels Bild als bürgerliches Zeichen einer „anwachsenden wirtschaftlichen und sozialen Potenz, die Preußens militärische Macht ermöglichte“. Kohle hebt hervor, dass Menzel die Paradebauten der Straße Unter den Linden, etwa das Zeughaus und die Neue Wache, aussparte. Damit setzte Menzel nach Meinung von Kohle einen anderen Akzent als Franz Krüger und Eduard Gaertner in ihren Lindenansichten. Schließlich wurde die Straße Unter den Linden seit dem Einzug Napoleons 1806 durch das Brandenburger Tor für militärische Triumphzüge genutzt. 1813, 1864 und 1866 knüpfte die preußische Armee an diese Tradition an und inszenierte in großen Paraden ihre militärischen Erfolge auf dem Schlachtfeld. Auch König Wilhelm I. nutzte daher 1870 die Straße symbolisch für seine Abreise zur Armee.
Menzel thematisierte verstärkt ab der Zeit um 1860 großstädtische Szenen. Zu den wichtigsten dieser großstädtischen Gemälde gehören der Nachmittag im Tuileriengarten von 1867 und der Pariser Wochentag von 1869. Auch bei diesen Bildern zeigt Menzel dicht gedrängte Menschenmengen auf der Straße. Die Anfänge von Menzels „Massenszenen“ – zu denen Börsch-Supan auch die Abreise König Wilhelms I. zur Armee am 31. Juli 1870 zählt – gehen jedoch zeitlich bis zur Aufbahrung der Märzgefallenen von 1848 zurück. Menzel wandte sich in seinem Spätwerk allerdings meist nicht mehr Berlin, sondern anderen europäischen Städten zu. Das Bild ist daher Menzels letztes Berliner Straßen- und Platzbild.

## Deutung und Rezeption

### Zeitgenössische Bewertungen
Menzels Bild wurde unterschiedlich aufgenommen. Der Schriftsteller Theodor Fontane erhielt von Menzel eine Reproduktion des Gemäldes und bedankte sich brieflich bei dem Maler für das „schöne Blatt“. Fontane gefiel vor allem, dass Menzel es anders als viele Historienmaler verstünde, „das Hineinragen des Großen in das Kleinleben“ sichtbar zu machen. Indirekt distanzierte sich der Schriftsteller damit von den zeitgenössischen Gemälden der militärischen Prunkentfaltung, wie sie beispielsweise Anton von Werner anfertigte. Fontane lobte an Menzels Bild ausdrücklich das unübliche „historische Gepräge innerhalb des Genre“. Für ihn gehörte das Bild zu den genrehaften Historiengemälden. Aus Perspektive Fontanes ergänze das historische Ereignis lediglich die im Vordergrund stehenden alltäglichen Handlungen. Menzel beginge somit nicht den Fehler, vorrangig „das Großleben“ abzubilden und es erst anschließend „mit ihrer eigenen Alltäglichkeit [zu] füllen“. Die Germanistin und Kunsthistorikerin Carmen Aus der Au deutet Fontanes Worte als Lob für die Hervorhebung der vermeintlich unwichtigen Reaktion des Berliner Bürgertums auf das große historische Ereignis der königlichen Abreise. Diese „Akzentverschiebung auf das Nebensächliche“ sei für Fontanes eigenes schriftstellerisches Verständnis wichtig gewesen. Die Konzentration auf eine unübersichtliche Fülle an Details verbinde Menzels und Fontanes Werk miteinander. Konkret entwickelte Fontane daraus später die Idee des Vielheits-Romans, das heißt, er verband verschiedene Handlungsstränge – große historische Handlungen mit dem alltäglichen Kleinleben –, um ein möglichst umfassendes Bild der Gesellschaft zu zeichnen.
Die Darstellung des größtenteils verhüllten Gesichtes der Königin erregte bei den Zeitgenossen teils heftige Kritik und Empörung. In der Zeitschrift Die Dioskuren wurde angemerkt, dass das „Schnupftuch“ einer „Besorgniß“ Menzels entspringe. Der Künstler habe als kleinwüchsiger Mensch den entsprechenden Ausdruck im Gesicht der Königin „nicht treffen können“. Dieselbe Kunstkritik bemängelte außerdem, dass „das Gewöhnliche etwas zu stark sichtbar werde“. Lobend äußerte sich dagegen der Maler Anton von Werner. Das Bild würde „aus dem Herzen heraus zum Herzen seines Volkes“ sprechen. Der Kunstschriftsteller Friedrich Pecht wiederum kritisierte eine wenig patriotische Haltung. Für ihn waren „zu viele sentimentale Philister darauf“. Der Kunstkritiker Ludwig Hevesi befand während einer Ausstellung in Wien 1876/1877, dass das Bild „eines von denen [sei], die man lange betrachtet und dann am liebsten mitnehmen möchte.“ Die Figuren der Menschenmenge seien „mit der vollen Frische der momentanen Erscheinung und mit großer realistischer Verve“ dargestellt.

### Die Betrachterperspektive
Zu der Frage, wie nah oder distanziert der Bildbetrachter dem dargestellten Ereignis gegenübersteht, existieren verschiedene Ansichten in der Forschung. Laut Drexler werde durch die Ganzkörperansicht der Passanten im Vordergrund ein räumlicher Abstand zu den Bildakteuren erzeugt. Der Betrachter bleibe daher ein Beobachter des Geschehens und nehme keinen Status als Beteiligter an. Dem widerspricht die Kunsthistorikerin Martina Padberg. Ihr zufolge lasse die Perspektive den Betrachter selbst zu einem Schaulustigen der stadtbürgerlichen Menge werden. Der Blick müsse angesichts der vielen rückseitig gezeigten Passanten erst einen Weg zur königlichen Kutsche finden. Laut Maaz nehme das Bild „die Perspektive eines Außenseiters ein“. Der Betrachter sei nicht inmitten der „euphorischen Patrioten“ verortet, sondern stehe im Rücken der Passanten.

### Darstellung des Deutsch-Französischen Krieges

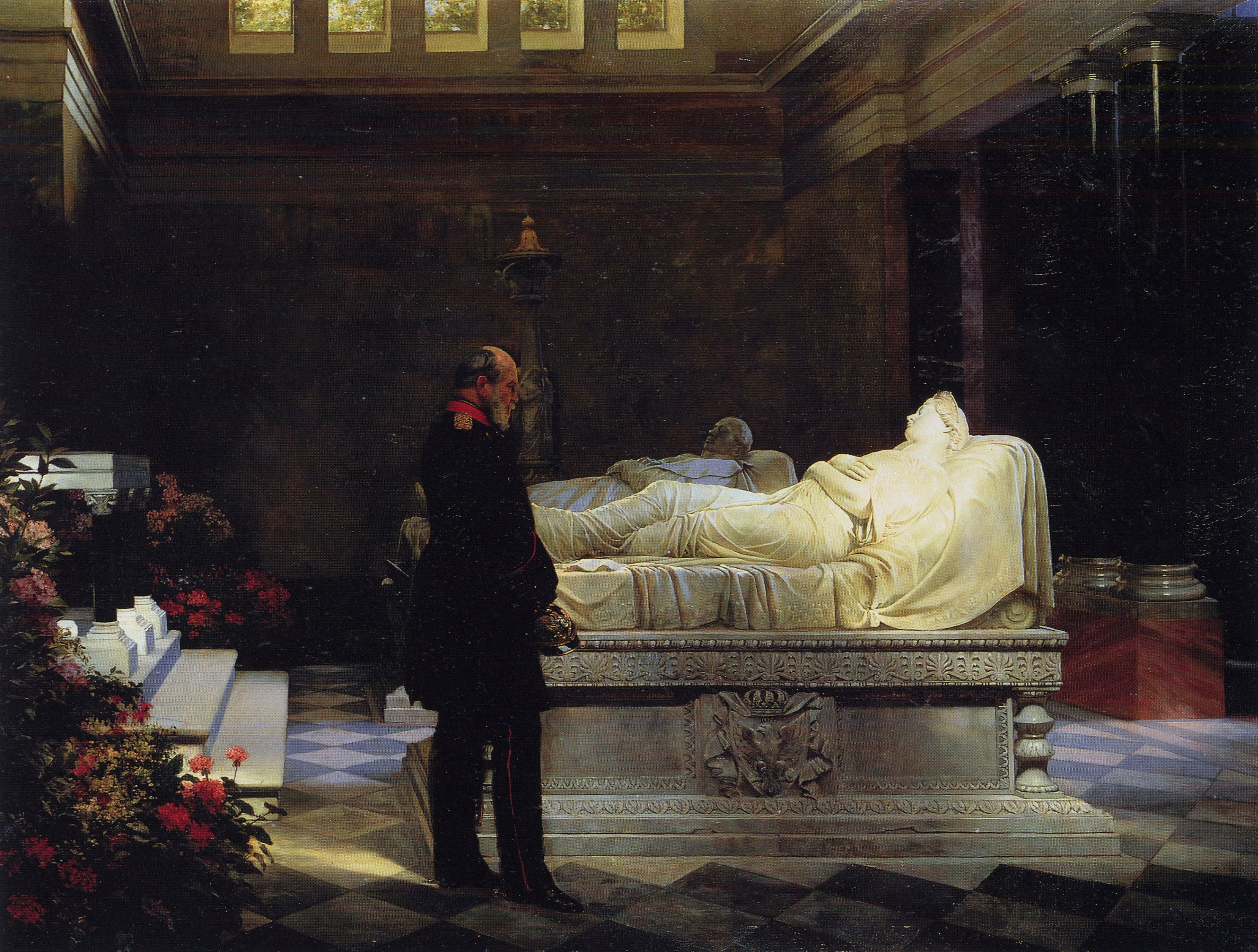
Anton von Werners Gemälde Am 19. Juli 1870: Wilhelm I. am Grab seiner Mutter Luise im Mausoleum Charlottenburg

Die Abreise König Wilhelms I. zur Armee am 31. Juli 1870 ist Menzels einziges Gemälde, das sich auf den Deutsch-Französischen Krieg von 1870/1871 bezieht. Ansonsten zeichnete er lediglich französische Kriegsgefangene. An den in diesem Krieg so üblichen Bildern von Offizieren und hohen staatlichen Würdenträgern beteiligte er sich nicht. Becker hält diesen Umstand für erklärungsbedürftig. Immerhin hatte Menzel in seinen vorangegangenen Gemälden Friedrich des Großen oft Schlachtsituationen dargestellt. Nach Ansicht von Becker gehörte Menzel zu den Künstlern, die den Deutsch-Französischen Krieg nicht feiern und sich damit von ihren auf die Schlachtenmalerei spezialisierten Kollegen absetzen wollten. Nach Meinung des Historikers unterscheidet sich das Abreise-Bild daher wesentlich von einem weiteren Gemälde des beginnenden Deutsch-Französischen Krieges: Anton von Werners Am 19. Juli 1870 verweist auf ein Ereignis nur 12 Tage vor Wilhelms Abreise an die Front. Der preußische König hat am Tag der französischen Kriegserklärung das Grab seiner Mutter Luise aufgesucht, die als Widersacherin Napoleons I. verehrt wurde. Becker zufolge inszeniere Werner den König allein „im Zwiegespräch mit Gott und einer vergötterten Luise“. Im Gegensatz dazu folge Menzels Bild der für Wilhelm I. oft typischen Darstellung des volksnahen Herrschers. Anders als bei Werners Bild werde „jeder Eindruck von Erhabenheit“ aufgegeben. Laut Becker werde Wilhelm in dem Bild verbürgerlicht. Der Historiker meint, dass der ermüdete König bereits darauf angewiesen sei, mit der rechten Hand seinen Kopf zu stützen. Er sehe „niedergeschlagen“ aus, womit Menzel eine Wilhelm belastende Trennung von seiner Frau und eine dem König Sorgen bereitenden Krieg suggeriere. Dass die Königin weinend dargestellt wird, solle einen schmerzhaften Abschied von ihrem Ehemann zeigen. Als Indiz hierfür führt Becker die Figur einer Frau ganz rechts an. Das Gesicht der Königin sei in die Richtung dieser Figur mit Blumenstrauß gewendet. Auf diese Weise schaffe es Menzel, die bürgerliche Frau zu Augustas Äquivalent zu machen.

Kaiser Karl V. nach der Schlacht bei Mühlberg von Tizian (1548)

Der Kunsthistoriker Matthias Eberle macht auf einen konventionellen Bruch in der Darstellung des herrschaftlichen Auszuges aufmerksam. Während beispielsweise Tizian in seinem Gemälde Kaiser Karl V. nach der Schlacht bei Mühlberg den in den Krieg ziehenden Herrscher noch kampfbereit in voller Rüstung, mit Lanze in der Hand und auf einem Pferd reitend zeigt, sei Wilhelm nur „winzig klein“ dargestellt, sitze gemütlich in einer Kutsche und grüße Bürger. Bemerkenswert sei ebenso, dass die Schaulustigen „je nach Stand und politischer Orientierung“ auf den König reagieren. Wilhelm löse nicht allein Jubel aus. Aufgrund seiner distanzierten Haltung zum Krieg habe Menzel letztlich auch nicht an dem späteren Hohenzollern-Kult mitgewirkt. Eine ironische Note gehe laut Schuster von einer Engelsfigur aus, die am rechten Bildrand eine Straßenlampe hält. Die Faust der Figur scheint aus Perspektive des Bildbetrachters auf das Gesicht einer weiter hinten stehenden Frau hin ausgerichtet und verdeckt leicht deren Hut. Auf diese Weise werde bereits die für die Dargestellten bevorstehende kriegerische Gewalt angedeutet. Der Kultur- und Literaturwissenschaftler Jost Hermand meint, dass das Bild – ganz in Menzels Sinne – „mit kalter Sachlichkeit die falsche Begeisterung für diesen letztlich ungerechtfertigten Krieg“ illustriere. Dem widerspricht der Kunsthistoriker Albert Boime. Die Menschenmenge zeige sich einig in ihrem Jubel und stehe hinter dem König. Hierzu passend seien die Figuren fast ausschließlich Angehörige des Bürgertums. Auch die wehenden Nationalflaggen würden den patriotischen Gehalt des Bildes unterstützen. Busch erkennt in dem Bild „keine direkt kritische Position Menzels“, auch wenn auf Idealisierung des Ereignisses verzichtet werde. Fahnen des Roten Kreuzes zu hissen, sei Ende des 19. Jahrhunderts nicht unbedingt einer pazifistischen Haltung zuzuschreiben. So seien selbst bei einer für Waffen werbenden Präsentation der Weltausstellung 1867 in Paris Fahnen des Roten Kreuzes zu sehen gewesen. Menzel könne sie daher unkritisch in sein Bild integriert haben. Busch zufolge sei der Auftraggeber des Gemäldes zudem eher kein Kriegsgegner gewesen. Der Kunsthistoriker Peter-Klaus Schuster wiederum kommt zu einem anderen Ergebnis. Ihm zufolge weisen die Fahnen des Roten Kreuzes auf die kommenden Opfer des Krieges hin, Verwundete und Tote.

### Darstellung der Monarchie

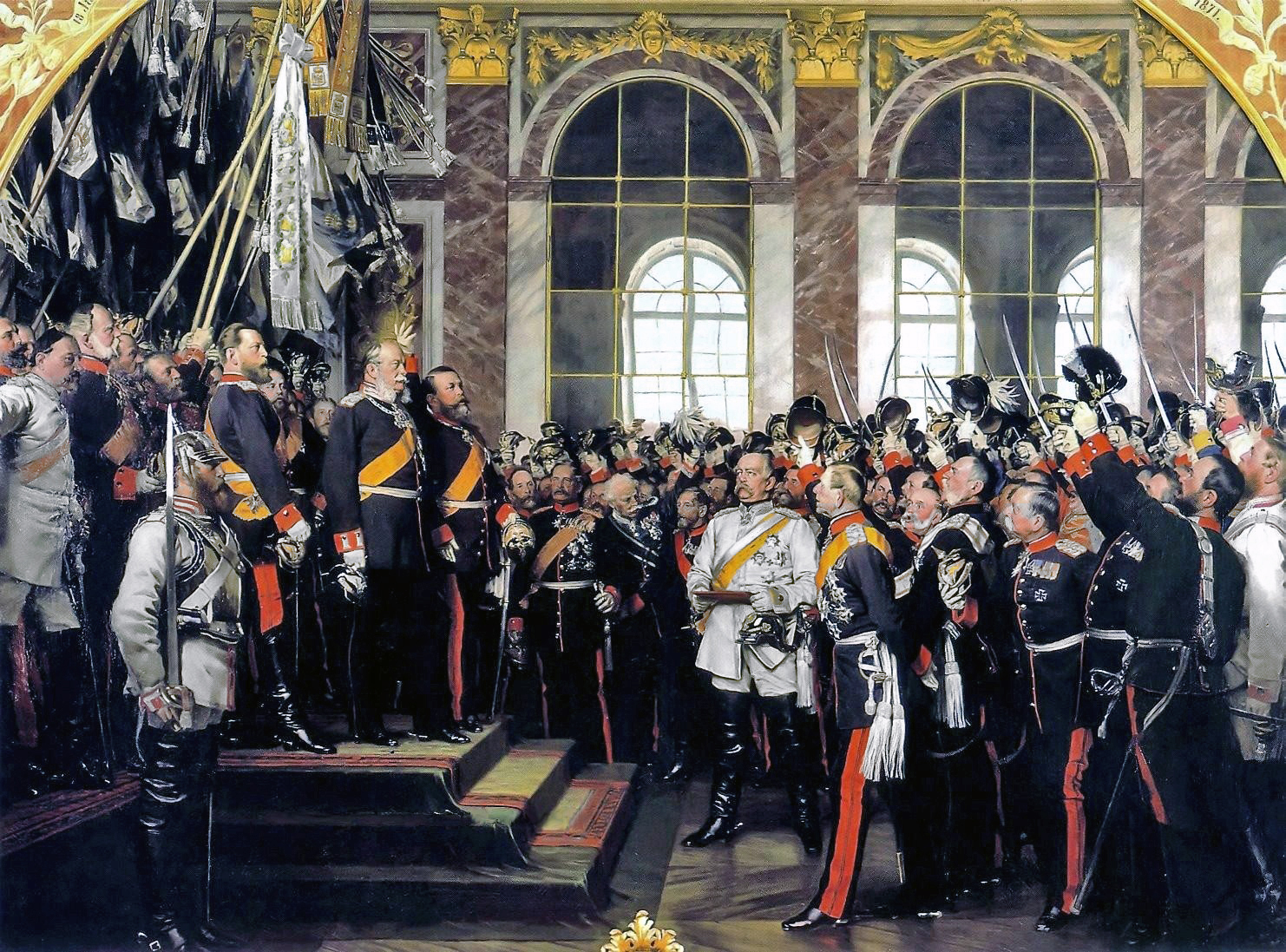
Die Proklamierung des deutschen Kaiserreiches (Fassung von 1885)

Busch bestreitet, dass das Bild den repräsentativen Anliegen der preußisch-deutschen Monarchie entgegenkam. Der Monarch sei in der Menschenmasse „dabei, seine Besonderheit zu verlieren“. Das Bild zeuge daher bereits davon, dass die Bürger „das Königtum als Institution mit Notwendigkeit in Bälde abschaffen“ werden. In einer späteren Veröffentlichung relativierte Busch seine Einschätzung. Wilhelm und Augusta würden doch zumindest von dem weiß ausgeschlagenen Polster der Kutsche hervorgehoben werden. Auch die größte Linde in dem Bild weise auf das Monarchenpaar hin. Trotzdem hält es Busch für eine Besonderheit, dass die Monarchen weniger als Individuen gezeigt werden als die näher an den Betrachter gerückten Passanten im Vordergrund.
Ähnlich argumentiert die Sachbuchautorin und Schriftstellerin Ilse Kleberger. Im Vergleich mit dem groß im Vordergrund dargestellten „Volk“ erscheine der König und die ihn begleitenden Reiter bemerkenswert klein. Der Monarch genieße nicht einmal die ungeteilte Aufmerksamkeit der Bürger. Einige Schaulustige winken dem König zwar enthusiastisch mit Hüten und Tüchern zum Abschied, andere seien jedoch erkennbar „zurückhaltend und skeptisch“, insbesondere die Gruppe am Eingang des Restaurants. Am linken Rand stehen zwei männliche Figuren vom König abgewendet, um Zeitung zu lesen.
Gaehtgens sieht in der Abreise König Wilhelms I. zur Armee am 31. Juli 1870 „den profanen Gegenpart“ zu der Die Proklamierung des deutschen Kaiserreiches (18. Januar 1871) von Werner. Bei Menzel geschehe die „Akklamation des Herrschers durch sein Volk“. Werner inszeniere dagegen die offizielle obrigkeitsstaatliche Ausrufung der Kaiserherrschaft in Schloss Versailles. Anerkennung fanden Gaehtgens zufolge beide Darstellungsarten als eine Begründung des deutschen Kaisertums. Menzel sei kein Gegner der Monarchie gewesen, sondern habe ein liberales Königtum befürwortet. Börsch-Supan meint in dem Bild eine wiederhergestellte „Eintracht zwischen dem Herrscher und dem Volk“ zu erkennen. Es sei eine positive Referenz auf die Aufbahrung der Märzgefallenen, welches den tödlichen Ausgang des Konfliktes zwischen Monarchie und Menschenmenge thematisiert. Gleichzeitig breche das Abreise-Gemälde mit der noch in Menzels Krönungsbild sichtbaren hierarchischen und zeremoniellen Ordnung. Schuster attestiert Menzels Bild eine „Ironisierung“ des „patriotischen Bekennerbild[es]“. Der sonst glorifiziert dargestellte Monarch und seine Frau würden „zu einer Nebensache“ degradiert. Zu der weinenden Königin passe auch, dass am rechten oberen Bildrand „Taschentücher [… am Fenster] wie selbstständig geworden [winken]“. Becker wiederum kommt zu dem Ergebnis, dass der abgebildete König zu einem Bestandteil der bürgerlichen Gesellschaft geworden sei. Die Menge umgebe Wilhelm und er grenze sich in seiner schlichten Kutsche kaum mehr von ihr ab. Auf höfische und militärische Prunkentfaltung sei bewusst verzichtet worden. Dieser Interpretation nach sollen die Tränen der Königin sie im bürgerlichen Sinne „als eine fürsorgliche Gattin und Hausmutter“ ausweisen. Hermand sieht das Bild in einer Traditionslinie zu Menzels früheren Gemälden, die Friedrich den Großen zeigten. Er malte den König in den 1840er und 1850er Jahren gerade nicht in einer militaristischen und die Menge in einer untertänigen Manier. Vielmehr sei Friedrich einem liberalen Ideal folgend als „Voltaire-Freund, besorgte[r] Landesvater oder musisch interessierte[r] Flötenspieler“ charakterisiert worden.
Lammel urteilt, dass Menzel die Königin aus mehreren Gründen mit einem Schnupftuch vor dem Gesicht zeigte. Erstens habe er die Monarchin tatsächlich so in Berlin gesehen. Zweitens hält er eine Entheroisierung des bereits älteren Königs für denkbar. Drittens habe die Königin Menzels Bilder wegen ihrer nicht idealisierenden Art wenig geschätzt. Aus diesem Grund könne Menzel, so Lammel, möglicherweise versucht gewesen sein, eine ironische Note zu setzen, indem er ihr Gesicht verbarg. Schon bei dem Krönungsbild Wilhelms I. machte Menzel die Erfahrung, dass Augusta für ihn nicht Porträt sitzen wollte. Die Augusta-Biographin Karin Feuerstein-Praßer hält es für denkbar, dass Menzel die Königin als trauernde Pazifistin zeigen wollte. Die Monarchin hatte sich im Vorfeld für eine Verhinderung des Deutsch-Französischen Krieges eingesetzt. Boime sieht in dem Weinen der Königin dagegen ein geschlechtsspezifisches Attribut des 19. Jahrhunderts. Im Gegensatz dazu demonstriere Wilhelm eine männliche Haltung, indem er militärisch salutiere und eine Pickelhaube trägt.

### Darstellung der Kinder

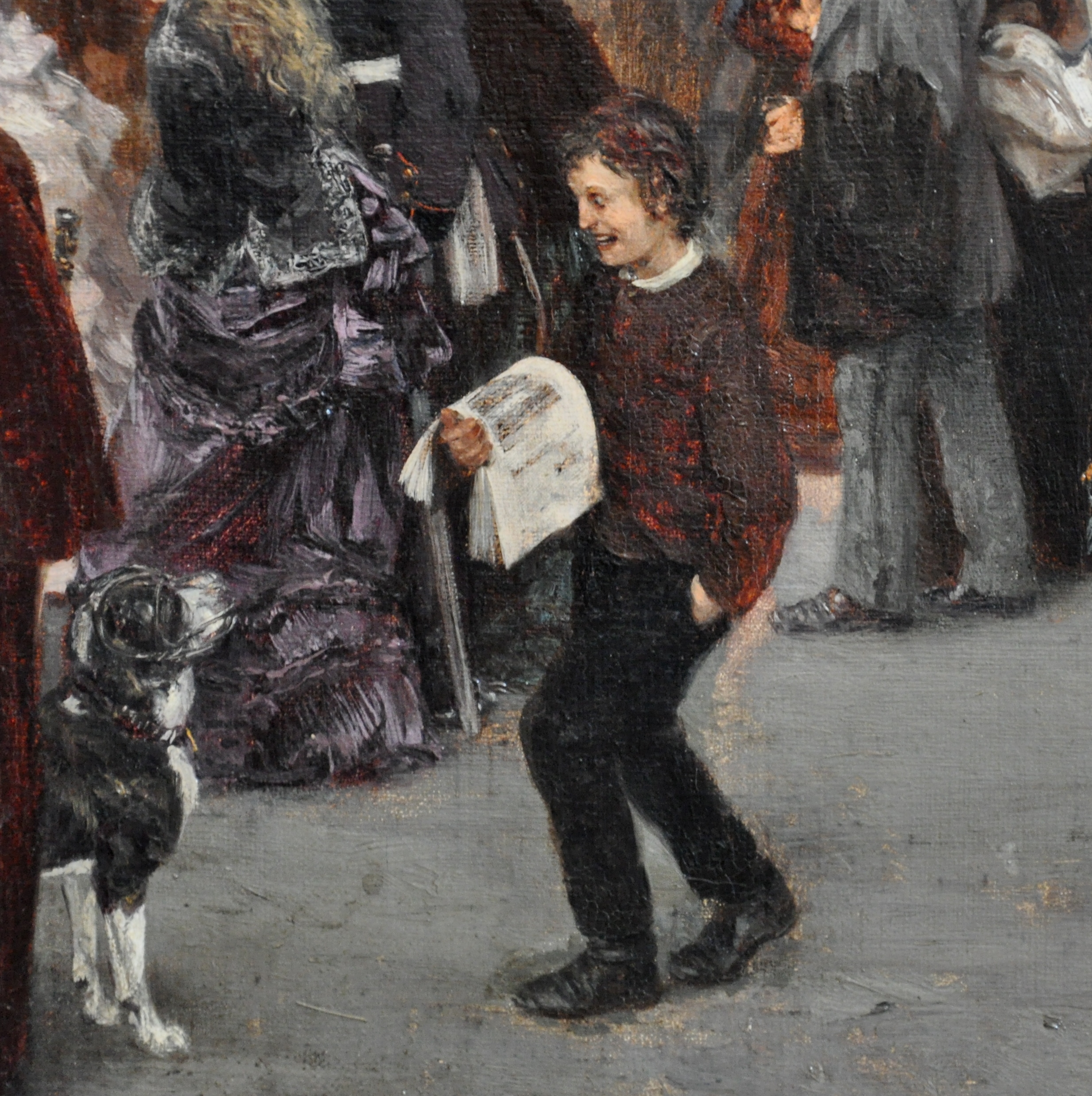
Detailansicht von Menzels Gemälde: Der Zeitungsjunge

Nach Einschätzung des Kunsthistorikers und Museumsdirektors Jens Christian Jensen spielen Kinderfiguren in Menzels Massenszenen eine wichtige Rolle. Dies gelte neben der Abreise König Wilhelms I. zur Armee am 31. Juli 1870 auch für die Gemälde Nachmittag im Tuileriengarten von 1867, Missionsgottesdienst in der Buchhalle bei Kösen von 1868 und Fronleichnamsprozession in Hofgaststein von 1880. Oft lenken die Figuren der Kinder von dem eigentlichen Hauptereignis der Bilder ab. Bei Menzels Abreise König Wilhelms I. zur Armee am 31. Juli 1870 komme einem Zeitungsjungen diese Funktion zu. Er verteile in dem gezeigten Moment nicht – wie von ihm erwartet – Zeitungen, sondern ärgert stattdessen einen Hund, der ihn anzuknurren scheint. Paret hält den Jungen für „eine merkwürdige und störende Erscheinung“. Mit seiner gekrümmten und Bewegung andeutenden Körperhaltung unterlaufe er die von den meisten Figuren, Laternen, Bäumen und Hauswänden erzeugten vertikalen Strukturen im Bild. Nur die Fahnen seien ähnlich „instabil“ wie der Zeitungsjunge dargestellt. Der Junge ziehe auch durch sein „maskenhaftes Gesicht“ und die „ungelenke Perspektive seiner Füße“ die Blicke auf sich. Laut Paret sei die Figur für Menzel wichtig gewesen, um die Menschenmenge „wahrheitsgetreu“ zeigen zu können. Großen Menschenansammlungen sei es schließlich inhärent, dass sich einige „ablenken lassen oder […] anders als die Mehrzahl“ agieren. So beobachtet weiter links stehend eine Mädchenfigur ebenfalls nicht den königlichen Auszug, sondern dreht sich zu dem Zeitungsjungen und dem Hund um. Kleberger zufolge verneige sich hierzu kontrastierend ausgerechnet der Hundehalter vor dem König. Nach Ansicht von Busch deute Menzel hier bereits an, dass der Hund demnächst seinen Halter bei der Verbeugung stören wird. Die Kinder seien auch deshalb in eigene Handlungen involviert, da sie die Abreise des Königs nicht sehen können. Der Blick auf die Kutsche ist ihnen wegen der Menschen vor ihnen verwehrt.